# Dolenje (Ajdovščina)
Dolenje (Duits: Dolling) is een plaats in Slovenië en maakt deel uit van de gemeente Ajdovščina in de NUTS-3-regio Goriška. De plaats telde 94 inwoners op 1 januari 2020.

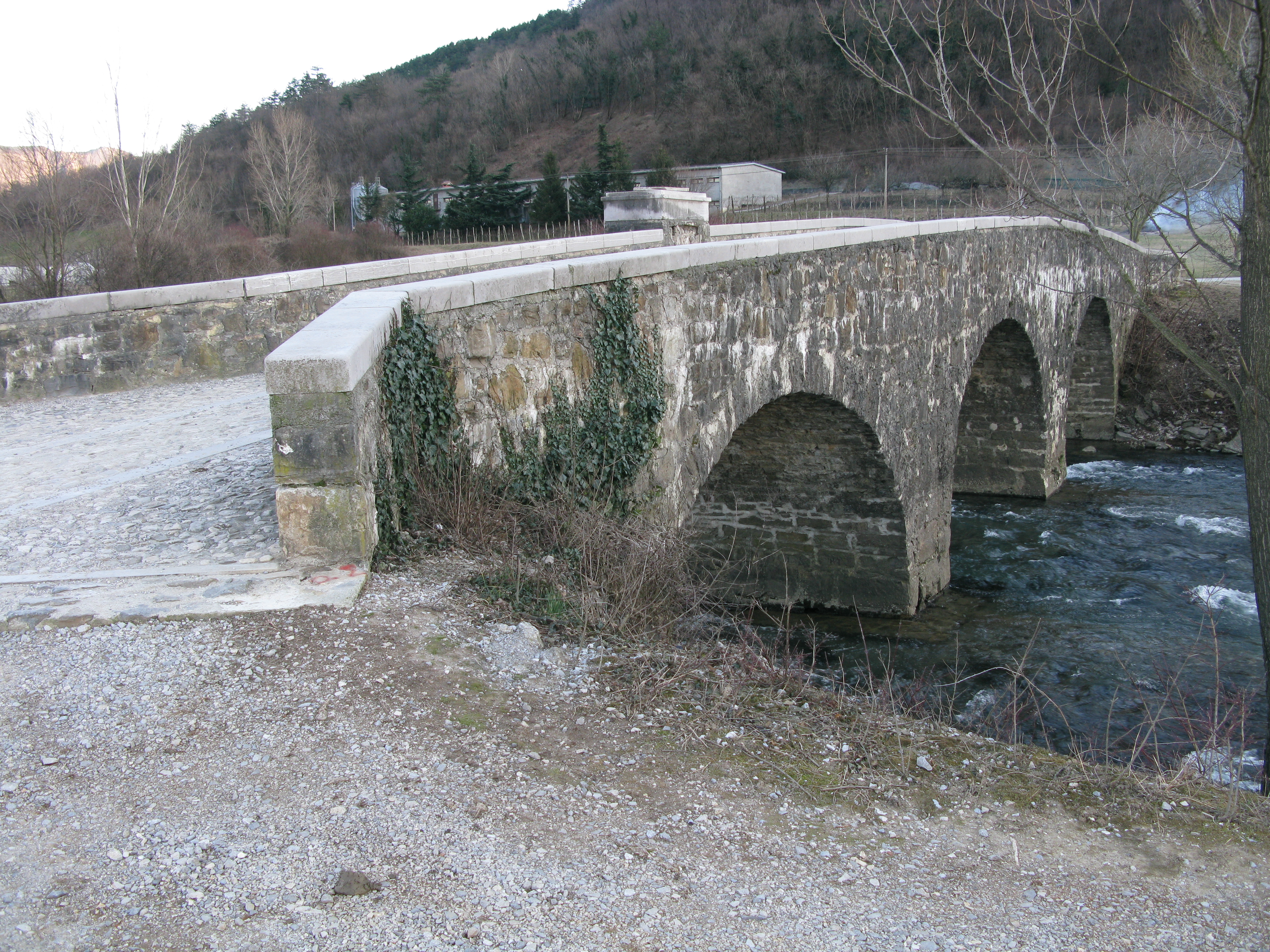
Stenen brug